# Dassault MD 315 Flamant
Dassault MD 315 Flamant là một máy bay vận tải hai động cơ hạng nhẹ của Pháp, được chế tạo ngay sau Chiến tranh Thế giới II bởi hãng Dassault Aviation cho Không quân Pháp.

## Thiết kế và phát triển
Công việc thiết kế trên một mẫu máy bay vận tải hạng nhẹ 2 động cơ bắt đầu vào năm 1946 với mẫu MD 303, đây là một phát triển của một dự án ban đầu về một máy bay vận tải 8 chỗ là Marcel Bloch MB-30. Nguyên mẫu MD 303 bay lần đầu vào 26 tháng 2-1947, được trang bị 2 động cơ Béarn 6D, nó được thiết kế để đáp ứng yêu cầu của Không quân Pháp về một máy bay vận tải hoạt động ở thuộc địa của Pháp. Một phiên bản trang bị động cơ khác cũng được đặt hàng chế tạo tại nhà máy mới của Dassault tại Bordeaux-Mérignac. Máy bay này là một mẫu một tầng cánh, cánh đặt dưới với cánh đuôi đứng dạng chữ Y, và một bộ phận hạ cánh 3 bánh, nó trang bị 2 động cơ piston Renault 12S.
3 phiên bản chính của loại hiện có tên là Flamant (nghĩa là Flamingo (Chim hồng hạc) trong tiếng Pháp đã được sản xuất. Máy bay vận tải 10 chỗ MD 315 (sử dụng ở thuộc địa) (bay lần đầu vào 6 tháng 7-1947), máy bay vận tải 6 chỗ MD 312 (bay lần đầu 27 tháng 4-1950), và máy bay huấn luyện dẫn đường MD 311 (bay lần đầu 23 tháng 3-1948). MD 311 có phần dưới mũi làm bằng kính nhằm phục vụ cho vai trò của nó vừa là ném bom vừa là huấn luyện dẫn đường.

## Lịch sử hoạt động
Chiếc Flamant đầu tiên được giao cho Không quân Pháp vào năm 1949, và việc chuyển giao tất cả các phiên bản hoàn tất vào năm 1953.
Máy bay được sử dụng để huấn luyện phi công, vận tải, giám sát bờ biển và ném bom. Trong Chiến tranh giành độc lập Algérie, máy bay được sử dụng để làm nhiệm vụ cường kích hạng nhẹ với tên lửa SS11, súng máy, bom và rocket. Flamant hoạt động cho đến năm 1981. Ngoài Pháp, Flamant còn họa động tại Campuchia, Madagascar, Tunisia, và Việt Nam.

## Các phiên bản

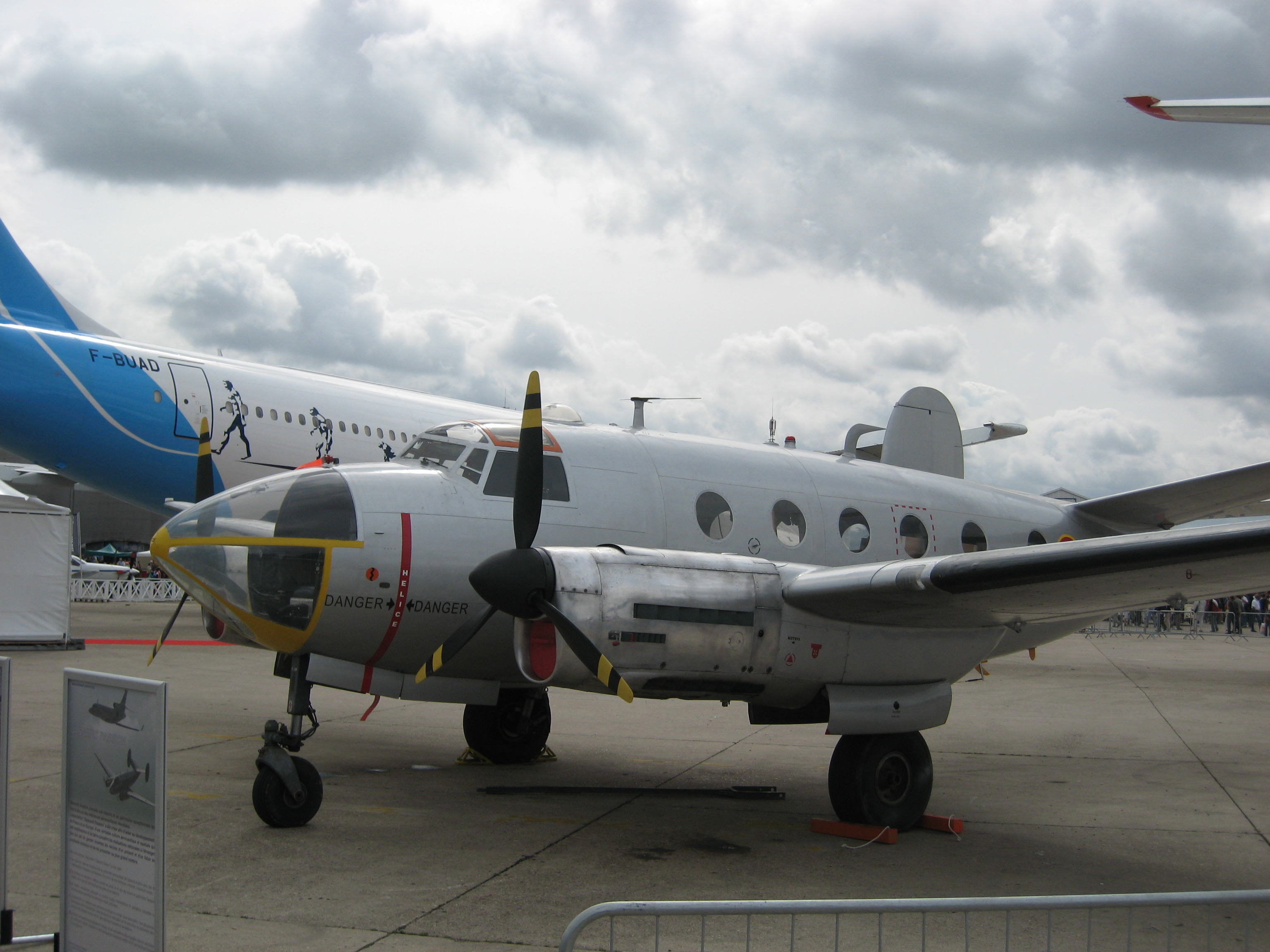
Dassault MD 311 Flamant tại Triển lãm hàng không Paris 2007

MD 303 
Nguyên mẫu, 1 chiếc
MD 311
Phiên bản huấn luyện dẫn đường, chụp ảnh, ném bom, 39 chiếc.
MD 312
Phiên bản liên lạc và vận tải 6 chỗ, 142 chiếc.
MD 312B
Phiên bản thử nghiệm với trọng tải lớn hơn, 1 chiếc.
MD 315
Máy bay vận tải tiện ích 10 chỗ, 137 chiếc.
MD 316
1 chiếc MD 315 trang bị 2 động cơ piston bố trí tròn 820-hp (611-kW) SNECMA 14X Super Mars.
MD 316T
1 nguyên mẫu có cánh thăng bằng ở bụng, lắp 2 động cơ piston bố trí tròn 800-hp (597-kW) Wright R-1300-CB7A1 Cyclone.

## Quốc gia sử dụng
Việt Nam
- Không quân Nhân dân Việt Nam

 Campuchia
- Không quân Campuchia (MD 315)

 Cameroon
- Không quân Cameroon (MD 315)

 Pháp
- Không quân Pháp (MD 315, MD 312, MD 311)
- Hải quân Pháp (MD 312)

 Madagascar
- Lực lượng không quân Madagascar (MD 315, MD 312)

 Tunisia
- Không quân Tunisia (MD 312)

## Thông số kỹ thuật (Flamant)

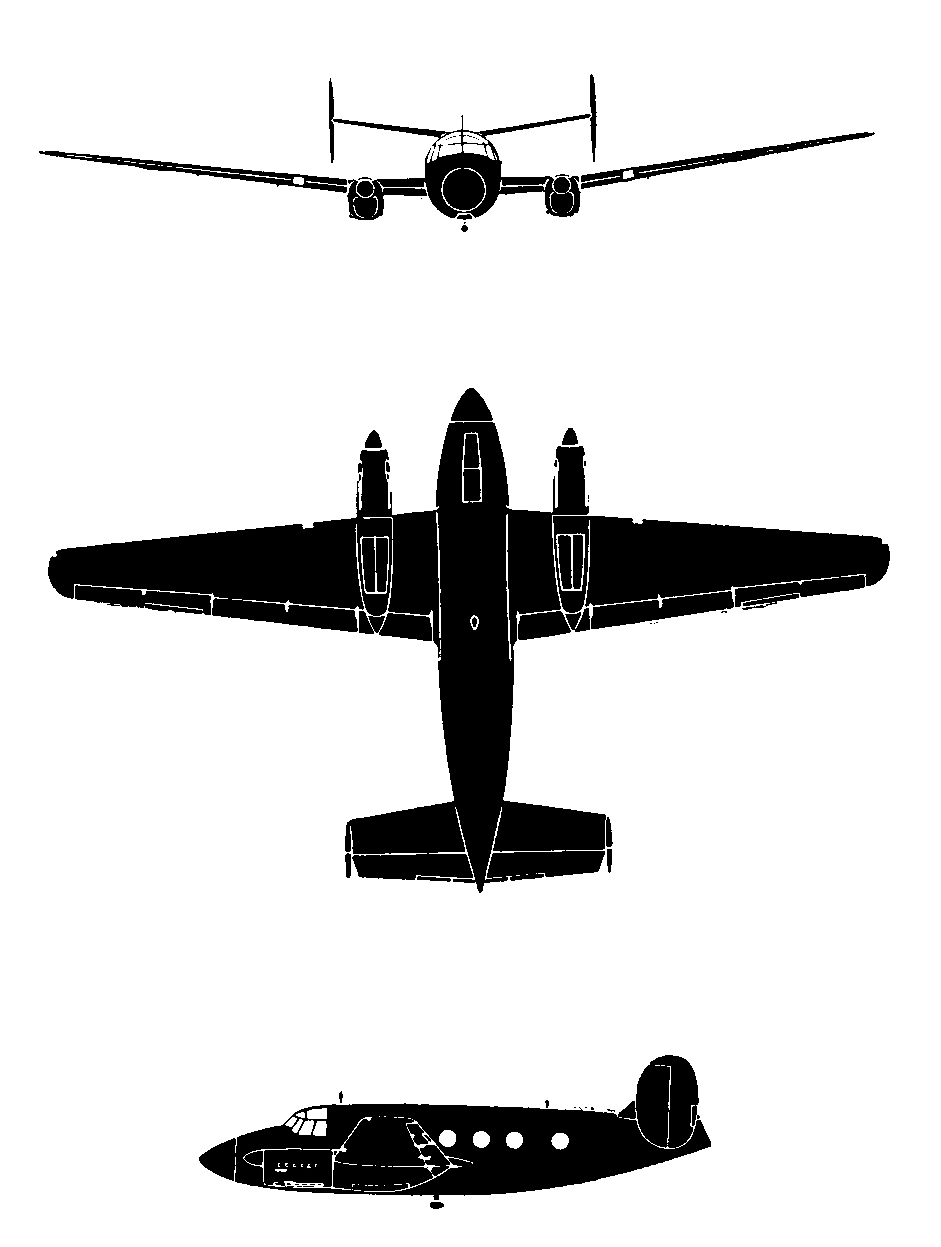
Dassault Flamant

### Đặc điểm riêng
- Phi đoàn: 2
- Sức chứa: 10 hành khách
- Chiều dài: 12.50 m (41 ft 0 in)
- Sải cánh: 20.68 m (67 ft 10 in)
- Chiều cao: 4.50 m (14 ft 9 in)
- Diện tích cánh: 47.2 m²
- Trọng lượng rỗng: 4250 kg (9.370 lb)
- Trọng lượng cất cánh: 5.790 kg (12.760 lb)
- Trọng lượng cất cánh tối đa: 5800 kg (12.787 lb)
- Động cơ: 2× Renault 12S 02-201, 433 kW (580 hp) mỗi chiếc

### Hiệu suất bay
- Vận tốc cực đại: 300 km/h (160 knots, 190 mph)
- Tầm bay: 1.215 km (656 nm, 755 km)
- Trần bay: 8.000 m (26.000 ft)
- Vận tốc lên cao: n/a
- Lực nâng của cánh: n/a
- Lực đẩy/trọng lượng: 147 W/kg (0.0897 hp/lb)